# Liste der Baudenkmäler in Stemwede
Die Liste der Baudenkmäler in Stemwede enthält die denkmalgeschützten Bauwerke auf dem Gebiet der Gemeinde Stemwede im Kreis Minden-Lübbecke in Nordrhein-Westfalen (Stand: 3. September 2019). Diese Baudenkmäler sind in der Denkmalliste der Gemeinde Stemwede eingetragen; Grundlage für die Aufnahme ist das Denkmalschutzgesetz Nordrhein-Westfalen (DSchG NRW).

## Legende
- Bild: zeigt ein Bild des Baudenkmals
- Bezeichnung: nennt den Namen bzw. die Bezeichnung des Baudenkmals
- Lage: gibt die Straße und Hausnummer des Baudenkmals an (sofern vorhanden) sowie die Lage auf einer Karte an
- Beschreibung: liefert weitere Informationen zum Baudenkmal
- Bauzeit: gibt das Jahr der Fertigstellung an bzw. den Zeitraum der Errichtung
- Eingetragen seit: gibt die Eintragung in die Denkmalliste an
- Denkmal Nr.: gibt die Nummer des Baudenkmals, mit dem es in der Denkmalliste steht, an

## Liste der Baudenkmäler in Stemwede
| Bild                     | Bezeichnung                                                            | Lage                                    | Beschreibung                                  | Bauzeit                                                              | Eingetragen seit | Denkmal- nummer |
| ------------------------ | ---------------------------------------------------------------------- | --------------------------------------- | --------------------------------------------- | -------------------------------------------------------------------- | ---------------- | --------------- |
| Propstei                 | Propstei                                                               | Levern Propsteiweg 9 Karte              | Stiftskurie von Wendt-Leeradt                 | 1675                                                                 |                  | 001             |
| BW                       | Altes Evangelisches Pfarrhaus                                          | Wehdem Am Kirchberg 11 Karte            |                                               |                                                                      |                  | 002             |
| Evangelische Pfarrkirche | Evangelische Pfarrkirche                                               | Wehdem Am Kirchberg 15 Karte            |                                               | 1801–1803, Turm 1853–1855                                            |                  | 003             |
| weitere Bilder           | Evangelische Stiftskirche                                              | Levern Propsteiweg 10 Karte             |                                               | Klosterkirche 1283, Gemeindekirche 15. Jahrhundert, Vereinigung 1828 |                  | 004             |
| weitere Bilder           | Evangelische Pfarrkirche                                               | Dielingen Unter den Linden 15 Karte     |                                               | Mitte 13. Jahrhundert, Querschiff um 1450                            |                  | 005             |
| BW                       | Altes Evangelisches Pfarrhaus                                          | Levern Im Alten Stift 4 Karte           | Stiftskurie von der Horst                     | 1755                                                                 |                  | 006             |
| Pfarrwitwenhaus          | Pfarrwitwenhaus                                                        | Levern Buchhofstraße 20 Karte           |                                               | 1696                                                                 |                  | 007             |
| BW                       | Stiftskurie von Scheele                                                | Levern Im Alten Stift 1 Karte           |                                               | 1693                                                                 |                  | 008             |
| Amtshaus                 | Amtshaus                                                               | Levern Buchhofstraße 17 Karte           |                                               | 1700                                                                 |                  | 009             |
| BW                       | Stiftskurie von Grappendorf                                            | Levern Im Alten Stift 5 Karte           |                                               | 1674                                                                 |                  | 010             |
| BW                       | Löwenburg                                                              | Levern Im Alten Stift 7 Karte           | Stiftskurie von Vincke, Vorgängerbau von 1682 | 1799                                                                 |                  | 011             |
| weitere Bilder           | Küsterei                                                               | Levern Propsteiweg 12 Karte             |                                               | 1714                                                                 |                  | 012             |
| BW                       | Stiftskurie von Korff                                                  | Levern Im Alten Stift 2 Karte           |                                               | 1725                                                                 |                  | 013             |
| BW                       | Fachwerkhaus-Gruppe Kettler                                            | Levern Am Kirchplatz 10 Karte           |                                               |                                                                      |                  | 014             |
| BW                       | Fachwerkhaus-Gruppe Kettler                                            | Levern Am Kirchplatz 12 Karte           |                                               |                                                                      |                  | 014             |
| Fachwerkhaus             | Fachwerkhaus                                                           | Levern Henriette-Davidis-Weg 3 Karte    |                                               | 18. Jahrhundert                                                      |                  | 015             |
| BW                       | Fachwerkhaus                                                           | Dielingen Bruderschaftsweg 3 Karte      |                                               |                                                                      |                  | 016             |
| BW                       | Fachwerkspeicher und Backhaus                                          | Dielingen Bruderschaftsweg 1 Karte      |                                               |                                                                      |                  | 017             |
| BW                       | Fachwerkhaus                                                           | Dielingen Driehüser Weg 32 Karte        |                                               |                                                                      |                  | 018             |
| weitere Bilder           | Bockwindmühle                                                          | Oppenwehe Speckendamm 22 Karte          |                                               | 1705                                                                 |                  | 019             |
| weitere Bilder           | Kolthoffsche Hofmahlmühle                                              | Levern Auf der Imlage 9 Karte           |                                               | 1922                                                                 |                  | 020             |
| BW                       | Gut Steinbrink                                                         | Arrenkamp Gut-Steinbrink-Straße 5 Karte |                                               |                                                                      |                  | 021             |
| BW                       | Totenwagen-Schuppen                                                    | Levern Propsteiweg Karte                |                                               |                                                                      |                  | 022             |
| BW                       | 6 Totenbretter auf dem Friedhof Levern                                 | Levern Propsteiweg 13 Karte             |                                               |                                                                      |                  | 023             |
| BW                       | Ackerbürgerhaus und Schmiedegebäude                                    | Dielingen Dielinger Straße 5 Karte      |                                               |                                                                      |                  | 024             |
| BW                       | Landwirtschaftliches Wohn- und Wirtschaftsgebäude                      | Dielingen Dielinger Straße 15 Karte     |                                               |                                                                      |                  | 025             |
| BW                       | Landwirtschaftliches Wohn- und Wirtschaftsgebäude                      | Dielingen Am Thie 7a Karte              |                                               | 1820                                                                 |                  | 026             |
| BW                       | Wohn- und Wirtschaftsgebäude                                           | Levern Alter Postweg 15 Karte           |                                               | 1864                                                                 |                  | 028             |
| BW                       | Altes Badehaus                                                         | Levern Badeallee 9 Karte                |                                               | 1699                                                                 |                  | 029             |
| BW                       | Erbbegräbnis von Bussche und Stammer                                   | Haldem Haldemer Straße 48 Karte         |                                               | ab 1852                                                              |                  | 030             |
| weitere Bilder           | Heilig-Kreuz-Kapelle Haldem                                            | Haldem Haldemer Straße 48 Karte         |                                               | 1621                                                                 |                  | 031             |
| BW                       | Leichenhaus Haldem                                                     | Haldem Haldemer Straße 48 Karte         |                                               | 1730                                                                 |                  | 032             |
| BW                       | Hofanlage mit Wirtschafts-, Wohn- und Nebengebäude                     | Westrup Stemwederberg-Straße 22 Karte   |                                               |                                                                      |                  | 033             |
| BW                       | Speichergebäude                                                        | Wehdem Rahdener Straße 27 Karte         |                                               | 18. Jahrhundert                                                      |                  | 034             |
| BW                       | Speichergebäude                                                        | Oppenwehe Zum Dorferfeld 3 Karte        |                                               | 1702                                                                 |                  | 035             |
| BW                       | Grünanlage „Alter Friedhof“                                            | Oppenwehe Oppenweher Straße Karte       |                                               |                                                                      |                  | 036             |
| weitere Bilder           | Schloss Haldem                                                         | Haldem Haldemer Straße 79 Karte         |                                               | 1692–1703, Erweiterung 18. Jahrhundert                               |                  | 037             |
| BW                       | Massives Wirtschaftsgebäude                                            | Dielingen Dielinger Straße 25 Karte     |                                               | 1863                                                                 |                  | 038             |
| BW                       | Fachwerk-Heuerlingshaus                                                | Oppendorf Osterheider Ring 21 Karte     |                                               | 1826                                                                 |                  | 039             |
| BW                       | Wohn- und Wirtschaftsgebäude                                           | Dielingen An der Bauernkuhle 3 Karte    |                                               | 1716                                                                 |                  | 040             |
| BW                       | Altes Pfarrhaus                                                        | Dielingen Am Thie 5 Karte               |                                               | 1834                                                                 |                  | 041             |
| BW                       | Heuerlingshaus                                                         | Haldem Scharlager Weg 3 Karte           |                                               | 1880                                                                 |                  | 042             |
| weitere Bilder           | Mühlenstumpf aus Bruchstein                                            | Destel Lübbecker Straße 14 Karte        |                                               | Anfang 19. Jahrhundert                                               |                  | 043             |
| BW                       | Heuerlingshaus                                                         | Drohne Haarburg 23 Karte                |                                               | 1848                                                                 |                  | 044             |
| BW                       | Wohn- und Wirtschaftsgebäude                                           | Dielingen Dielinger Straße 28 Karte     |                                               |                                                                      |                  | 045             |
| BW                       | Bleichhaus                                                             | Destel Desteler Straße 43 Karte         |                                               | Mitte 19. Jahrhundert                                                |                  | 046             |
| BW                       | Wohn- und Wirtschaftsgebäude                                           | Haldem Bohmter Straße 36 Karte          |                                               |                                                                      |                  | 047             |
| BW                       | Ehemaliges Heuerlingshaus                                              | Haldem Rosenstraße 19 Karte             |                                               |                                                                      |                  | 048             |
| BW                       | Ehemaliges Heuerlingshaus                                              | Haldem Ilweder Straße 34 Karte          |                                               |                                                                      |                  | 049             |
| BW                       | Fachwerkspeicher                                                       | Dielingen Am Thie 22a Karte             |                                               | 1710                                                                 |                  | 050             |
| BW                       | Ostgiebel und Backhaus                                                 | Levern Buchhofstraße 31 Karte           |                                               |                                                                      |                  | 051             |
| BW                       | Wohnhaus                                                               | Levern Buchhofstraße 26 Karte           |                                               | 1799                                                                 |                  | 052             |
| BW                       | Südgiebel und Scheune                                                  | Levern Bruchweg 30 Karte                |                                               |                                                                      |                  | 053             |
| BW                       | Hofanlage                                                              | Levern Auf der Imlage 7 Karte           |                                               | 1792                                                                 |                  | 054             |
| BW                       | Nordgiebel des Wohn- und Wirtschaftsgebäudes                           | Wehdem Alte Dorfstraße 23 Karte         |                                               |                                                                      |                  | 055             |
| BW                       | Glockenturm                                                            | Westrup Westruper Straße Karte          |                                               | 1925                                                                 |                  | 056             |
| BW                       | Nordgiebel und Westseite (teilweise) des Wohn- und Wirtschaftsgebäudes | Sundern Schierlager Weg 15 Karte        |                                               |                                                                      |                  | 057             |
| BW                       | Remise                                                                 | Sundern Schierlager Weg 15 Karte        |                                               | 1904                                                                 |                  | 058             |
| BW                       | Heuerlingshaus                                                         | Sundern Schierlager Weg 14 Karte        |                                               |                                                                      |                  | 059             |
| BW                       | Dreiständerbauernhaus                                                  | Levern Buchhofstraße 34 Karte           |                                               | 1869                                                                 |                  | 060             |
| weitere Bilder           | Geschlossener jüdischer Friedhof                                       | Niedermehnen Alter Postweg Karte        |                                               | 1862–1936                                                            |                  | 063             |
| BW                       | Fachwerk-Bauernhaus                                                    | Niedermehnen Neustadt 12 Karte          |                                               | 1880/94                                                              |                  | 064             |
| BW                       | Wohn- und Wirtschaftshaus und Scheune                                  | Drohne Vor den Höfen 4 Karte            |                                               | Haus 1838, Scheune 1704/1898                                         |                  | 065             |
| BW                       | Heuerlingshaus                                                         | Dielingen An der Bauernkuhle 1 Karte    |                                               | 1889                                                                 |                  | 066             |
| weitere Bilder           | Ehemalige Kantorschule                                                 | Levern Am Kirchplatz 8 Karte            |                                               | 1746                                                                 |                  | 067             |
| BW                       | Hofanlage                                                              | Destel Desteler Straße 41 Karte         |                                               |                                                                      |                  | 068             |
| BW                       | Heuerlingshaus                                                         | Destel Desteler Straße 43 Karte         |                                               | 1833                                                                 |                  | 069             |
| BW                       | Kriegerehrenmal                                                        | Arrenkamp Raidehnsweg 1 Karte           |                                               |                                                                      |                  | 070             |
| BW                       | Kriegerehrenmal                                                        | Drohne Im Ort/Unter den Eichen Karte    |                                               |                                                                      |                  | 071             |
| BW                       | Kriegerehrenmal                                                        | Oppendorf Am Birkenhain 10 Karte        |                                               |                                                                      |                  | 072             |
| BW                       | Kriegerehrenmal                                                        | Oppenwehe Zur Kirche Karte              |                                               |                                                                      |                  | 073             |
| weitere Bilder           | Speicher                                                               | Levern Auf der Imlage 9 Karte           |                                               | 1871                                                                 |                  | 074             |
|                          | Bauernhaus                                                             | Twiehausen Alter Postweg 65             |                                               | 1816                                                                 |                  | 075             |
|                          | Ehemaliges Schul- und Kantorhaus                                       | Dielingen Am Thie 4                     |                                               |                                                                      |                  | 076             |
|                          | Wohnhaus                                                               | Dielingen Unter den Linden 6            |                                               |                                                                      |                  | 077             |
|                          | Ehemaliges Bauernhaus                                                  | Dielingen Unter den Linden 9            |                                               | 1776                                                                 |                  | 078             |
|                          | Bauernhaus                                                             | Niedermehnen Niedermehner Straße 7      |                                               | 1873                                                                 |                  | 079             |
|                          | Bauernhaus                                                             | Oppenwehe Hinterm Felde 12              |                                               | 1833                                                                 |                  | 080             |
|                          | Bauernhaus                                                             | Arrenkamp Schepshaker Straße 38         |                                               | 1765/189                                                             |                  | 081             |
|                          | Backspeicher                                                           | Haldem Ilweder Straße 24                |                                               | 1821                                                                 |                  | 082             |

## Gelöschte Baudenkmäler
| Bild | Bezeichnung                                       | Lage                     | Beschreibung | Bauzeit | Eingetragen seit | Denkmal- nummer |
| ---- | ------------------------------------------------- | ------------------------ | ------------ | ------- | ---------------- | --------------- |
| BW   | Landwirtschaftliches Wohn- und Wirtschaftsgebäude | Levern Harlinge 10 Karte |              | 1891    | Gelöscht         | 027             |
| BW   | Wohn- und Wirtschaftsgebäude                      | Haldem Heideweg 33 Karte |              | 1734    | Gelöscht         | 061             |
|      |                                                   |                          |              |         | Gelöscht         | 062             |